# Jumla (huyện)
Jumla (tiếng Nepal:जुम्ला) là một huyện thuộc khu Karnali, vùng Trung Tây Nepal, Nepal. Huyện này có diện tích 2531 km², dân số thời điểm năm 2001 là 89427 người.

## Dân số
Biến động dân số giai đoạn 1952-2001:
| Năm    | 1952   | 1961   | 1971   | 1981  | 1991  | 2001  |
| ------ | ------ | ------ | ------ | ----- | ----- | ----- |
| Dân số | 166360 | 184505 | 122753 | 68797 | 75964 | 89427 |